# Pārīmeh
Pārīmeh (persiska: پاريمه) är en ort i Iran.   Den ligger i provinsen Mazandaran, i den norra delen av landet, 110 km nordost om huvudstaden Teheran. Pārīmeh ligger 1 022 meter över havet och antalet invånare är 142.
Terrängen runt Pārīmeh är huvudsakligen bergig, men österut är den kuperad. Terrängen runt Pārīmeh sluttar norrut. Runt Pārīmeh är det tätbefolkat, med 286 invånare per kvadratkilometer. Närmaste större samhälle är Shīādeh Sādāt Maḩalleh, 17,2 km nordost om Pārīmeh. I omgivningarna runt Pārīmeh växer i huvudsak blandskog.